# Desamparaditos (Costa Rica)
Desamparaditos es el séptimo distrito del cantón de Puriscal, en la provincia de San José, de Costa Rica.

## Historia
Es uno de los distritos originales del cantón, la mayor parte del territorio se separaría y formaría el distrito Barbacoas.  El distrito Desamparaditos poseía una extensión de 5,47 km² antes del ordenamiento territorial pre-Censo 2000. 

## Geografía
Desamparaditos cuenta con un área de 7,22 km² y una altitud media de 765 m s. n. m.

## Demografía
Para el año 2022, Desamparaditos cuenta con una población estimada de 907 habitantes, y para el último censo efectuado, en 2011, Desamparaditos contaba con una población de 666 habitantes.
Su población se ha mantenido estable en alrededor de 600 habitantes desde 1920.

## Localidades
- Poblados: Bajo Guevara, Planta, Rinconada.

## Transporte

### Carreteras
Al distrito lo atraviesan las siguientes rutas nacionales de carretera:
- Ruta nacional 136